# Maximiliaan van Waldeck-Pyrmont
Maximiliaan (Max) Willem Gustaaf Herman van Waldeck-Pyrmont (Arolsen, 13 september 1898 - 23 februari 1981) was een prins van Waldeck-Pyrmont.
Hij was lid van het geslacht Zu Waldeck und Pyrmont en de tweede zoon van Frederik van Waldeck-Pyrmont en Bathildis van Schaumburg-Lippe. Zijn vader was een jongere broer van de Nederlandse koningin Emma. Zijn oudere broer Jozias was een vooraanstaand lid van de NSDAP en een SS-Obergruppenführer, die na de oorlog tot een levenslange gevangenisstraf zou worden veroordeeld, maar na twee jaar al weer werd vrijgelaten. 
Max trouwde op 12 september 1929 met gravin Gustava van Hallermund. Haar jongere zuster Ingeborg zou trouwen met Max' jongste broer George. Het paar kreeg de volgende kinderen:
- Marie Louise (1930-2024); trouwde in 1951 met Albrecht 3e Fürst zu Castell-Castell (1925-2016)
- Frederik Karel (1933-2018)
- George Victor (1936)
- Helena Sophie (1943-2011)